# Gatto egeo
Il gatto egeo (in greco γάτα του Αιγαίου?) è una razza di gatto domestico originario delle isole Cicladi in Grecia. Lo sviluppo di questa razza è cominciata nei primi anni novanta da allevatori greci, ma questa varietà deve ancora essere riconosciuta dai maggiori allevatori. È ritenuta l'unica varietà nativa di gatto della Grecia.